# Антитезис
Антите́зис (др.-греч. ἀντίθεσις — анти́тесис — «противоположение; противоположность; противоречие; противодействие; антитеза», от др.-греч. ἀντί — «против; напротив; вместо» и др.-греч. θεσις — «место; положение; тезис»; лат. antithesis) — суждение, противопоставляемое тезису.

## Логика
Антитезис в логике и философии — суждение, противопоставляемое тезису. При доказательстве от противного доказывание тезиса доказательства осуществляется через опровержение противоречащего ему антитезиса. Тезис и антитезис называются антитетическими суждениями.

## Кант
В философии Канта тезис и антитезис — «двусторонняя видимость» (двусторонняя иллюзия), то есть два противоположных, но одновременно иллюзорных суждения.

## Гегель
Антитезис в философии Г. Гегеля — ступень триады, момент отрицания в диалектическом развитии. Антитезис — отрицание (снятие) исходного момента триады — тезиса — и превращение его в свою противоположность, которое, в свою очередь, отрицается третьим моментом — синтезом, соединяющим в себе особенности двух предыдущих ступеней развития.